# Закосьцеле (Томашовський повіт)
Закосьцеле (пол. Zakościele) — село в Польщі, у гміні Іновлудз Томашовського повіту Лодзинського воєводства.
Населення — 182 особи (2011).
У 1975-1998 роках село належало до Пйотрковського воєводства.

## Демографія
Демографічна структура станом на 31 березня 2011 року:
|          | Загалом | Допрацездатний вік | Працездатний вік | Постпрацездатний вік |
| -------- | ------- | ------------------ | ---------------- | -------------------- |
| Чоловіки | 93      | 13                 | 67               | 13                   |
| Жінки    | 89      | 10                 | 52               | 27                   |
| Разом    | 182     | 23                 | 119              | 40                   |